# Đường sắt leo núi Gelmer
Đường sắt leo núi Gelmer hay Gelmerbahn là một tuyến đường sắt cáp kéo nằm ở bang Bern, Thụy Sĩ. Tuyến này kết nối nhà ga nằm dưới chân núi tại Handegg, thuộc thung lũng Haslital (một thung lũng ở thượng nguồn sông Aar), với nhà ga ở trên núi tại hồ Gelmersee, cao hơn 448 m so với điểm xuất phát.
Với độ dốc 106% (tương đương 47°), Gelmerbahn từng là tuyến đường sắt leo núi dốc nhất ở Thụy Sĩ và châu Âu, cho đến khi tuyến Stoosbahn mới khai trương vào năm 2017.
Ga Handegg, điểm đầu của tuyến, nằm gần con đường lên đèo Grimsel. Nơi này có thể tiếp cận bằng xe hơi hoặc bằng dịch vụ xe buýt PostBus, tuy nhiên tần suất xe khá thưa. Về mặt kỹ thuật, Gelmerbahn không phải là một tuyến đường sắt leo núi đúng nghĩa, vì nó không có hai toa tàu đối trọng nhau, mà thay vào đó được kéo lên bằng dây cáp tời.

## Lịch sử
Gelmerbahn ban đầu được xây dựng để hỗ trợ việc thi công hồ chứa Gelmersee, công tác xây dựng được bắt đầu vào năm 1926 nhằm khai thác nguồn tài nguyên thủy điện trong khu vực. Tuy nhiên, tuyến này không được mở cho công chúng sử dụng cho đến năm 2001. Gelmerbahn được vận hành và sở hữu bởi Kraftwerke Oberhasli AG (KWO), một công ty sở hữu nhà máy thủy điện trong khu vực.
Ở phía đối diện của thung lũng Haslital đã từng tồn tại một tuyến đường sắt leo núi khác, tuyến này đã hoạt động từ năm 1948 đến năm 2015.

## Thông số kỹ thuật
Gelmerbahn hoạt động từ đầu tháng 6 đến giữa tháng 10 và chỉ hoạt động vào thời điểm ban ngày. Dưới đây là các thông số kỹ thuật của tuyến:
| Thông số             | Giá trị                                            |
| -------------------- | -------------------------------------------------- |
| Số lượng toa         | 1                                                  |
| Số lượng điểm dừng   | 3                                                  |
| Cấu hình             | Đường ray đơn, không có đoạn tránh                 |
| Chiều dài đường ray  | 1.028 mét (3.373 ft)                               |
| Rise                 | 448 mét (1.470 ft)                                 |
| Độ dốc tối đa        | 106% (46°41')                                      |
| Khổ đường ray        | 1.000 mm (3 ft 3+3⁄8 in)                           |
| Tốc độ               | 2 mét trên giây (6,6 ft/s)                         |
| Thời gian hành trình | 10 phút                                            |
| Sức chứa             | 24 hành khách mỗi toa, 60 hành khách mỗi giờ/chiều |